# Міномет Стокса
Міномет Стокса (англ. Stokes Mortar) — англійський 81-мм міномет системи капітана Стокса часів Першої світової війни.
Це був перший міномет, створений за схемою уявного трикутника, що згодом стала класичною.
Складався з гладкоствольної труби з накручуваним казенником, двуноги-лафету, опорної плити і прицілу, причому опорна плита мала три шарові гнізда, що дозволяло, переставляючи в процесі стрільби опору казенника, вирівнювати плиту на ґрунті без її переміщення.
Істотним недоліком міномета був нічим не стабілізований політ міни.

## Історія

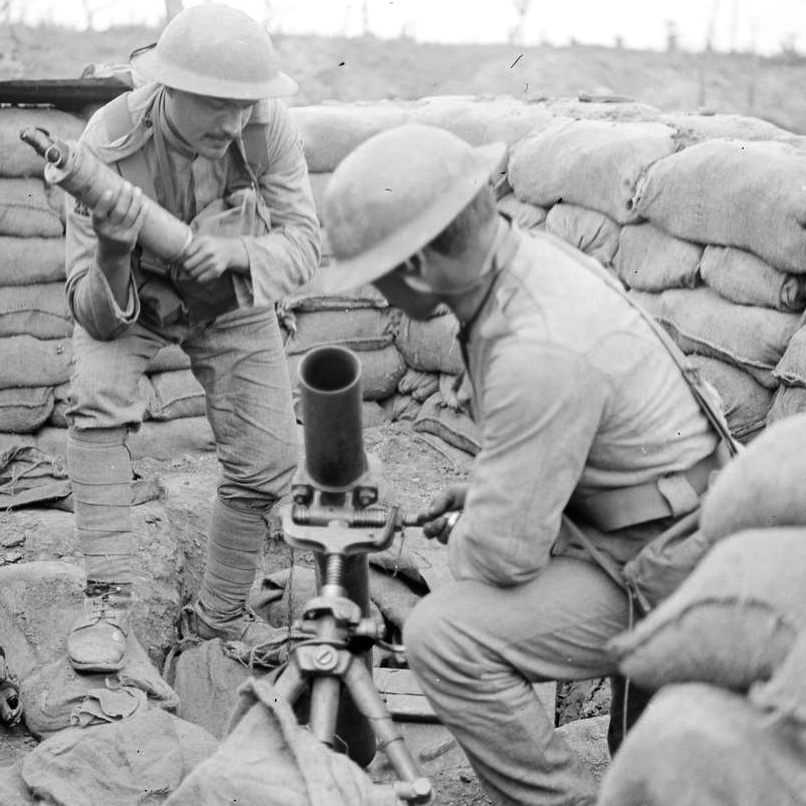
Військовослужбовці з мінометом Стокса на Західному фронті

Після Першої світової війни у Франції проектуванням мінометів зайнялася фірма Едгара Брандта. В результаті шестирічних досліджень їх конструктори прийшли до висновку, що канал ствола міномету повинен бути гладким. Тому, використовуючи схему займання Стокса, вони надали снаряду для забезпечення стійкості в польоті краплеподібну форму зі стабілізатором.
Виготовлений 81-мм міномет Стокса-Брандта став прототипом майже всіх сучасних батальйонних мінометів армій світу.

## Артилерійська міна системи Стокса

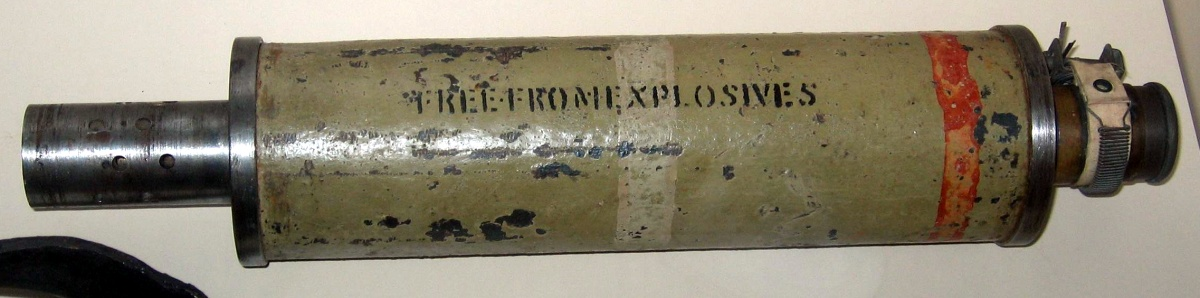
Мінометна міна без оперення

Міномет системи У. Стокса часів Першої світової війни використовував міну, що перекидалася в польоті з метою кращого поширення отруйних газів в окопах ворога, розташованих у декількох сотнях метрів від мінометної позиції. При попаданні в ціль така міна розліталася на частини, розкидаючи отруйні речовини замість того, щоб заритися в землю, як сталося б зі стабілізованою міною. Такий політ міни, з супутньою цьому дизайну невеликою максимальною дальністю стрільби, був істотним недоліком даної артилерійської системи. Коли міномети стали застосовувати в ролі піхотної артилерії, що дозволяло піхотним підрозділам просуватися по фронту під прикриттям мінометного вогню, конструктори вдосконалили міну Стокса, надавши їй більш аеродинамічної стріловидної форми, що дозволило значно збільшити далекобійність мінометів такого типу. Міна Стокса являла собою чавунну конструкцію циліндричної форми діаметром 3 дюйми, заповнену вибухівкою або отруйними речовинами. Однак діаметр кришок в передній і задній частині циліндра становив близько 81 мм.

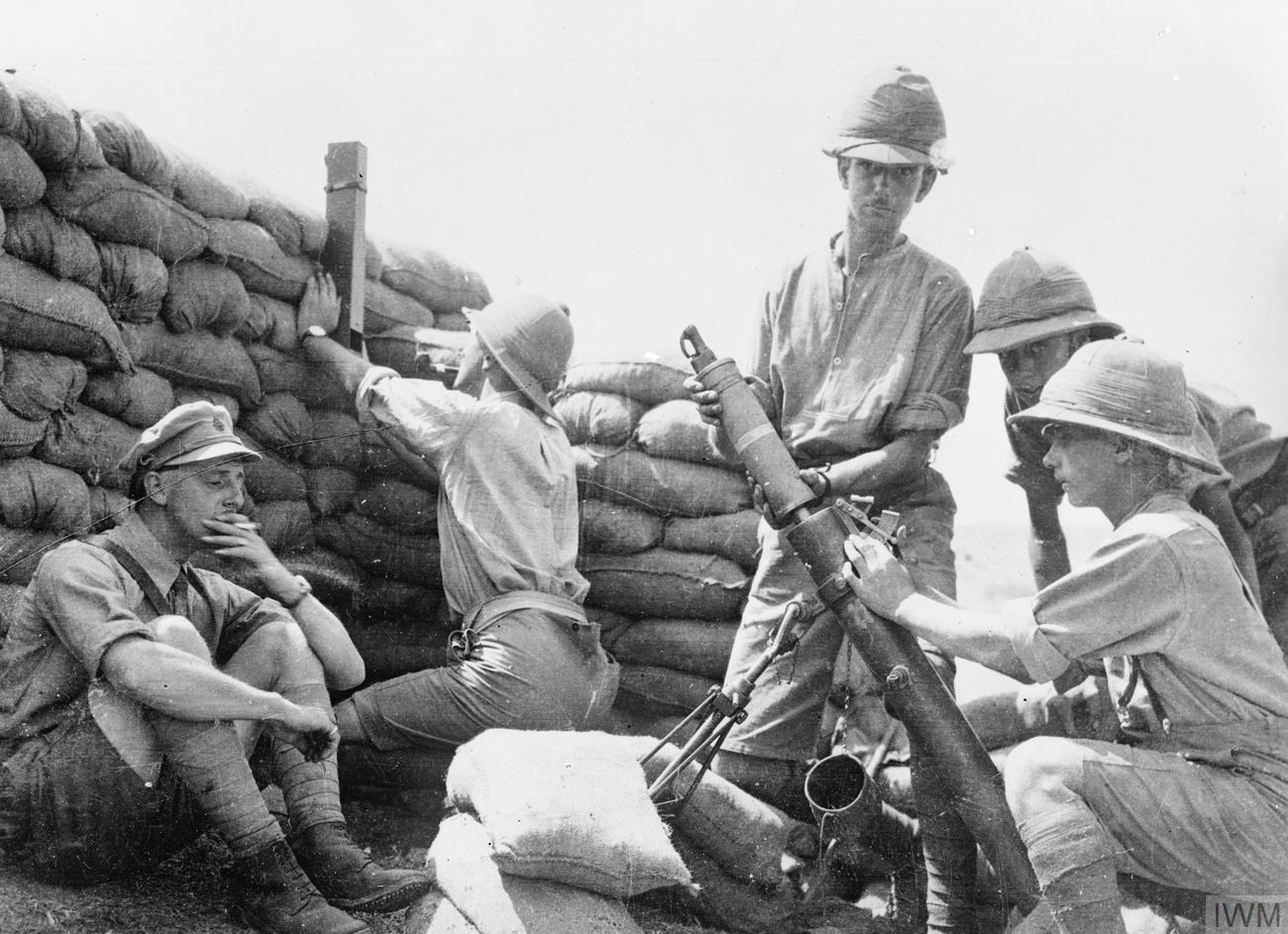
Британські військовослужбовці заряджають міномет Стокса на Середньому Сході

Невідповідність між справжнім калібром міномета і його позначенням є конфузом і також мало місце в стандартному «3-дюймовому» британському мінометі конструкції Стокса, прийнятому на озброєння після Першої світової війни. Він також мав діаметр 81 мм, що дозволило британцям використовувати трофейні італійські міни, захоплені в Північній Африці під час Другої світової війни. До донної частини міни прикріплювалася порожниста трубка меншого, ніж міна діаметру — патронник з спеціальними отворами. В трубку вставлявся холостий рушничний набій 12 калібру в картонній гільзі. Зверху на патронник накладалися додаткові порохові заряди кільцеподібної форми. Дальність стрільби залежала від кількості кілець, хоча при стрільбі на мінімальну дистанцію міна могла бути використана і без них.

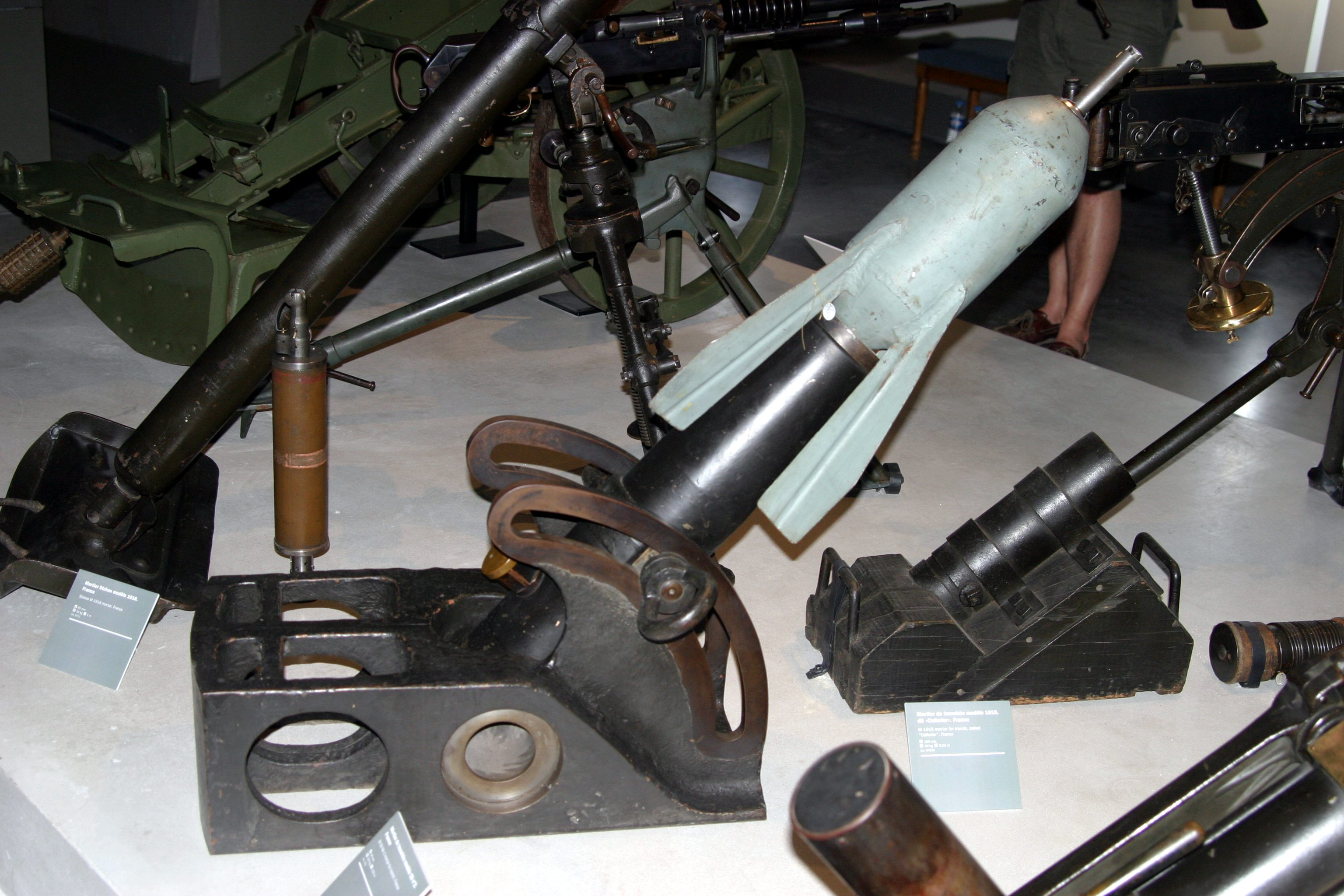
Міномет Стокса поруч з 58-мм французьким минометом набагато більш архаїчної конструкції, що важить 400 кг

## ТТХ
- Калібр, см - 8 (8,14)
- Вага, кг - 52,5 в тому числі вага ствола 21
- Початкова швидкість міни - до 300 м/с
- Скорострільність, постр./хв. -  25
- Дальність пострілу, м - від 100 до 1000
- Вага міни, кг - 3,2 (за іншими даними 4,85), містила 0,9 кг вибухової речовини

## Таблиця дальності
3-дюймовий міномет Стокса. Документ видано у вересні 1917 року.
| Кут підвищення | Запалювальний заряд в патроннику | Запалювальний заряд в патроннику | 1 кільце                   | 1 кільце             | 2 кільця                   | 2 кільця             | 3 кільця                   | 3 кільця             | 4 кільця                   | 4 кільця             |
| Кут підвищення | Дальність стрільби (ярдів)       | Час польоту (секунд)             | Дальність стрільби (ярдів) | Час польоту (секунд) | Дальність стрільби (ярдів) | Час польоту (секунд) | Дальність стрільби (ярдів) | Час польоту (секунд) | Дальність стрільби (ярдів) | Час польоту (секунд) |
| -------------- | -------------------------------- | -------------------------------- | -------------------------- | -------------------- | -------------------------- | -------------------- | -------------------------- | -------------------- | -------------------------- | -------------------- |
| 45             | 240                              | 7·1                              | 420                        | 9·6                  | 550                        | 11·6                 | 660                        | 13·2                 | 800                        | 15·0                 |
| 50             | 233                              | 7·6                              | 411                        | 10·4                 | 538                        | 12·5                 | 649                        | 14·3                 | 780                        | 16·2                 |
| 52             | 228                              | 7·8                              | 404                        | 10·7                 | 530                        | 12·9                 | 639                        | 14·7                 | 767                        | 16·6                 |
| 54             | 222                              | 8·0                              | 395                        | 10·9                 | 518                        | 13·2                 | 626                        | 15·1                 | 748                        | 17·0                 |
| 56             | 215                              | 8·2                              | 384                        | 11·2                 | 503                        | 13·5                 | 608                        | 15·4                 | 726                        | 17·4                 |
| 58             | 207                              | 8·4                              | 371                        | 11·4                 | 486                        | 13·8                 | 589                        | 15·8                 | 701                        | 17·8                 |
| 60             | 197                              | 8·5                              | 357                        | 11·7                 | 467                        | 14·1                 | 567                        | 16·1                 | 672                        | 18·2                 |
| 61             | 193                              | 8·6                              | 349                        | 11·8                 | 457                        | 14·3                 | 554                        | 16·3                 | 656                        | 18·4                 |
| 62             | 187                              | 8·7                              | 340                        | 11·9                 | 445                        | 14·4                 | 542                        | 16·4                 | 640                        | 18·5                 |
| 63             | 182                              | 8·8                              | 332                        | 12·0                 | 434                        | 14·5                 | 528                        | 16·6                 | 623                        | 18·7                 |
| 64             | 176                              | 8·8                              | 323                        | 12·1                 | 422                        | 14·6                 | 514                        | 16·7                 | 605                        | 18·8                 |
| 65             | 170                              | 8·9                              | 313                        | 12·2                 | 409                        | 14·8                 | 499                        | 16·9                 | 586                        | 19·0                 |
| 66             | 164                              | 9·0                              | 303                        | 12·3                 | 396                        | 14·9                 | 483                        | 17·0                 | 567                        | 19·1                 |
| 67             | 158                              | 9·0                              | 292                        | 12·4                 | 383                        | 15·0                 | 468                        | 17·1                 | 547                        | 19·2                 |
| 68             | 152                              | 9·1                              | 281                        | 12·5                 | 369                        | 15·1                 | 451                        | 17·2                 | 526                        | 19·4                 |
| 69             | 145                              | 9·2                              | 270                        | 12·5                 | 354                        | 15·2                 | 434                        | 17·4                 | 505                        | 19·5                 |
| 70             | 138                              | 9·2                              | 259                        | 12·6                 | 339                        | 15·3                 | 416                        | 17·5                 | 483                        | 19·6                 |
| 71             | 131                              | 9·2                              | 247                        | 12·7                 | 324                        | 15·4                 | 398                        | 17·6                 | 460                        | 19·7                 |
| 72             | 124                              | 9·3                              | 235                        | 12·8                 | 308                        | 15·5                 | 379                        | 17·7                 | 437                        | 19·8                 |
| 73             | 117                              | 9·3                              | 223                        | 12·9                 | 292                        | 15·5                 | 360                        | 17·8                 | 413                        | 19·9                 |
| 74             | 109                              | 9·4                              | 210                        | 12·9                 | 275                        | 15·6                 | 340                        | 17·9                 | 389                        | 20·0                 |
| 75             | 102                              | 9·4                              | 197                        | 13·0                 | 259                        | 15·7                 | 320                        | 18·0                 | 364                        | 20·1                 |